# カルミウス川
カルミウス川（カルミウスがわ、英語: The Kalmius、ウクライナ語: Кальміус、ロシア語: Кальмиус）は、ウクライナの都市マリウポリを貫流する2本の川のひとつ。もうひとつの川であるカリチク川は、カルミウス川に合流する。カルミウス川は、マリウポリ近郊でアゾフ海のタガンログ湾に注ぐ。河口付近にはアゾフスタル製鉄所がある。
カルミウスは、後にマリウポリが建設された場所にあった、16世紀のコサックの宿営地の名である。
英語で「カルミウス・トレイル (Kalmius Trail)」と称されるこの川に沿ったルートは、タタールの侵攻に用いられ、いわゆるムラフスキー・トレイルから枝分かれしたルートのひとつとなっていた。
ドンバス戦争さなかの2014年8月、ドネツク人民共和国と称する分離派の勢力が攻勢に出た後、ドネツィク州南部では、カルミウス川が境界となり、ドネツク人民共和国側が支配する東岸と、ウクライナ政府が支配する西岸を分けていた。ドネツク人民共和国側の部隊のひとつは、カルミウス部隊と名付けられていた。